# Воронцов, Алексей Иванович
Алексей Иванович Воронцов (1914—1988) — советский энтомолог, эколог, лесовод, специалист в области защиты леса, доктор биологических наук, профессор, автор известных учебников и монографий по лесной энтомологии и защите леса, Заслуженный деятель науки и техники РСФСР.

## Биография
Родился в 1914 году Киеве, в семье учителя. 
В 1934—1938 годах он работал на должности преподавателя Карачижско-Крыловского лесного техникума в Брянской области, совмещая работу с учёбой в Брянском ЛТИ, который он окончил с отличием в 1938 году. 
Позднее в 1938—1942 годах служил в Советской армии. 
В период 1940—1941 и 1943—1944 годах занимал должность старшего инженера по защите леса Главлесоохраны при СНК СССР.
В 1944—1947 годах работал на должности младшего научного сотрудника ВНИИЛХ (в настоящее время ВНИИЛМ), в 1947—1950 годах — работал доцентом Белорусского ЛТИ в городе Минске, читая там и в Белорусском государственном университете курсы по лесной энтомологии и фитопатологии. 
В 1947 году защищает кандидатскую диссертацию. Организовал в Институте леса АН БССР лабораторию лесозащиты. Был участником Полесской комплексной экспедиции (1948—1949).
В 1950 году перешел на работу в Московский лесотехнический институт. В 1952 году в нём он организовал и возглавил кафедру лесозащиты (позднее кафедра экологии и защиты леса), оставаясь на данном посту до конца жизни. 
В 1962 году он защитил докторскую диссертацию. 
В 1967 году при кафедре на базе специальности «лесное и садово-парковое хозяйство» по его инициативе была выделена новая специальность — «защита леса». Для неё Воронцов разработал учебный план и впервые прочел курсы технологии лесозащиты и биологической защиты леса. Первый выпуск специалистов данной специальности состоялся в 1970 году.
Умер 2 сентября 1988 года в Москве.

## Научная деятельность
Воронцовым были проведены исследования и установлены основные закономерности формирования и развития биоценотических комплексов дендрофильных насекомых в условиях полезащитных и мелиоративных насаждений, в естественных таежных лесах. Воронцов исследовал экологию главнейших насекомых-вредителей леса, разработал и впервые ввел в учебные планы лесных вузов курс «Охрана природы».
За период своей научно-педагогической деятельности он опубликовал 18 учебников, учебных пособий и монографий, более 250 статей. В их числе «Биологические основы защиты леса» (1960, 1963), «Патология леса» (1978), «Биологическая защита леса» (1984), ряд других научно-популярных книг. Книги и статьи за его авторством публиковались в Австралии, Англии, Болгарии, ГДР, Румынии, Польше, Японии.
Учебник за его авторством «Лесная энтомология» при его жизни выдержал четыре издания (в 1962, 1967, 1975, 1982 годах), после его смерти был переиздан в 1992 году. В дополнение к учебнику Воронцовым в соавторстве с Е. Г. Мозолевской был создан и издан «Практикум по лесной энтомологии» (1973, 1976, 1978), позднее изданный в обновлённом варианте в 1991 году. Ещё один учебник в соавторстве с Е. Г. Мозолевской и Э. С. Соколовой, «Технология лесозащиты» был издан в 1991 году по разработанному им плану.
Одной из главных книг его авторства стала «Биологические основы защиты леса» (1960, 1963), переведённая и изданная на японском языке в 1972 году.
Крупный вкладом в популяционную экологию являются разработанные Воронцовым биоклиматическая и синоптическая теории динамики численности насекомых.
Воронцов создал известную на территории СССР и за рубежом научную школу лесной энтомологии и защиты леса.